# Понтасеркио (Пиза)
Понтасеркио је насеље у Италији у округу Пиза, региону Тоскана.
Према процени из 2011. у насељу је живело 6132 становника. Насеље се налази на надморској висини од 5 м.